# Man on the Edge
«Man on the Edge» es un sencillo del álbum The X Factor de Iron Maiden lanzado en 1995. La canción trata sobre la película Un día de furia, protagonizada por Michael Douglas. Es el primer sencillo que la banda lanzó con Blaze Bayley como vocalista.
Incluye una entrevista a Bayley, otros temas del álbum The X Factor, y otros tres temas que no fueron incluidos posteriormente en álbumes. Es uno de los dos temas de la "era Bayley" que fueron incluidos en el álbum compilatorio Edward the Great (junto con Futureal), así como una de las tres incluidas en otro trabajo compilatorio, Best of the Beast (junto con Sign of the Cross and Virus.
Esta canción formó parte del repertorio de Iron Maiden frecuentemente durante el tour Ed Hunter en 1999, siendo uno de los cinco temas de la era Bayley que la banda siguió tocando luego de su partida, junto con Lord of the Flies, Sign of the Cross, Futureal y The Clansman). 
En el sencillo The Wicker Man, lanzado el 2000, se incluye una versión en vivo de la canción, cantada con Bruce Dickinson como vocalista.
Hubo tres videoclips para esta canción; uno filmado en Masada, Israel; otro de los más cinemáticos de la banda, en que tocan mientras un hombre salta de un edificio; y el otro incluye películas en blanco y negro. 
La canción es parte del soundtrack del videojuego Carmageddon II.
Una versión en vivo de esta canción fue incluida en el álbum compilatorio From Fear to Eternity.

## Lista de canciones

### CD 1
1. «Man on the Edge» (Blaze Bayley, Janick Gers) – 4:13
2. «The Edge of Darkness» (Steve Harris, Bayley, Gers) – 6:39
3. «Judgement Day» (Bayley, Gers) – 4:06
4. Entrevista a Blaze Bayley, primera parte – 5:41

1. «Man on the Edge» (Blaze Bayley, Janick Gers) – 4:13
2. «The Edge of Darkness» (Steve Harris, Bayley, Gers) – 6:39
3. «Judgement Day» (Bayley, Gers) – 4:06
4. Entrevista a Blaze Bayley, segunda parte – 5:56

### Disco de 12"
1. «Man on the Edge» (Blaze Bayley, Janick Gers) – 4:13
2. «The Edge of Darkness» (Steve Harris, Bayley, Gers) – 6:39
3. «I Live My Way» (Harris, Bayley, Gers) - 3:48

## Miembros
- Blaze Bayley – vocalista
- Dave Murray – guitarrista
- Janick Gers – guitarrista, voz secundaria
- Steve Harris – bajista, voz secundaria
- Nicko McBrain – baterista

- Datos: Q2081725